# West Vancouver
West Vancouver är en kommun (av typen district municipality) i provinsen British Columbia i Kanada. Den ligger i Vancouvers storstadsområde i sydvästra delen av provinsen, omkring 100 km nordöst om provinshuvudstaden Victoria.